# 1 − 1 + 2 − 6 + 24 − 120 + ...
У математици, дивергентни ред
{\displaystyle \sum _{k=0}^{\infty }(-1)^{k}k!}
{\displaystyle \sum _{k=0}^{\infty }(-1)^{k}k!=\sum _{k=0}^{\infty }(-1)^{k}\int _{0}^{\infty }x^{k}\exp(-x)\,dx}
Ако заменимо сабирање и интеграцију (игноришући чињеницу да ниједна страна не конвергира), добијамо:
{\displaystyle \sum _{k=0}^{\infty }(-1)^{k}k!=\int _{0}^{\infty }\left[\sum _{k=0}^{\infty }(-x)^{k}\right]\exp(-x)\,dx}
Збир у заградама конвергира и иноси 1/(1 + x) ако је x < 1. Ако ово аналитички наставимо 1/(1 + x) за свако реално x, добијамо конвергентни интеграл за збир:
{\displaystyle \sum _{k=0}^{\infty }(-1)^{k}k!=\int _{0}^{\infty }{\frac {\exp(-x)}{1+x}}\,dx=eE_{1}(1)\approx 0.596347362323194074341078499369\ldots }
где је {\displaystyle E_{1}(z)} експоненцијални интеграл. Ово је по дефиницији Бореловог збира за редове.

## Извођење
Размислите о спојеном систему диференцијалних једначина
{\displaystyle {\dot {x}}(t)=x(t)-y(t),\qquad {\dot {y}}(t)=-y(t)^{2}}
где тачке означавају временске деривате.
Решење са стабилном равнотежом за {\displaystyle (x,y)=(0,0)} кад {\displaystyle t\to \infty } је {\displaystyle y(t)=1/t}. И његовом заменом у првој једначини нам даје фомално решење реда
{\displaystyle x(t)=\sum _{n=1}^{\infty }(-1)^{n+1}{\frac {(n-1)!}{t^{n}}}}
Обратите пажњу да је {\displaystyle x(1)} управо Ојлеров ред.
Са друге стране, видимо да систем диференцијалних једначине има решење
{\displaystyle x(t)=e^{t}\int _{t}^{\infty }{\frac {e^{-u}}{u}}\mathrm {d} u.}
Узастопном интеграцијом делова, поправљамо формални степен реда као асимптотска апроксимација овг израза за {\displaystyle x(t)}. Ојлер се слаже (више или мање) да поставка једнака једначини даје
{\displaystyle \sum _{n=1}^{\infty }(-1)^{n+1}(n-1)!=e\int _{1}^{\infty }{\frac {e^{-u}}{u}}\mathrm {d} u.}

## Резултати
Резултати за првих 10 вредности k су приказани испод:
| k | Повећање рачунице                      | Повећање | Резултат |
| - | -------------------------------------- | -------- | -------- |
| 0 | 1 · 0! = 1 · 1                         | 1        | 1        |
| 1 | −1 · 1                                 | −1       | 0        |
| 2 | 1 · 2 · 1                              | 2        | 2        |
| 3 | −1 · 3 · 2 · 1                         | −6       | −4       |
| 4 | 1 · 4 · 3 · 2 · 1                      | 24       | 20       |
| 5 | −1 · 5 · 4 · 3 · 2 · 1                 | −120     | −100     |
| 6 | 1 · 6 · 5 · 4 · 3 · 2 · 1              | 720      | 620      |
| 7 | −1 · 7 · 6 · 5 · 4 · 3 · 2 · 1         | −5040    | −4420    |
| 8 | 1 · 8 · 7 · 6 · 5 · 4 · 3 · 2 · 1      | 40320    | 35900    |
| 9 | −1 · 9 · 8 · 7 · 6 · 5 · 4 · 3 · 2 · 1 | −362880  | −326980  |